# Laura Slade Wiggins
Laura Slade Wiggins (ur. 8 sierpnia 1988 w Athens) – amerykańska aktorka filmowa i telewizyjna. Znana przede wszystkim z kontrowersyjnej roli Karen Jackson, odgrywanej od 2011 roku w serialu telewizyjnym stacji Showtime, Shameless – Niepokorni.

## Życie osobiste
Laura Slade Wiggins urodziła się w Athens, w stanie Georgia i tam zaczęła występować w lokalnych produkcjach teatralnych od najmłodszych lat. Od 16 roku życia Laura skupiła się na graniu w filmach i po ukończeniu szkoły średniej przeniosła się na Zachodnie Wybrzeże, by rozpocząć studia w college'u i kontynuować karierę aktorską. Poza graniem w filmach śpiewa i gra na gitarze akustycznej i basowej w zespole Dawn Soir.

## Kariera
Wiggins zadebiutowała w telewizji w 2006 roku, w filmie Not Like Everyone Else oraz wystąpiła w 2007 roku w innym filmie telewizyjnym, Girl, Positive. Wystąpiła także w takich produkcjach jak Dance of the Dead (2008), Jedenasta godzina (2008–2009) oraz w jednym z odcinków CSI: Kryminalnych zagadek Las Vegas, pt. „World's End”.
Dołączyła także do obsady komedii z 2011, Hit List.